# Mahmud Shah II di Kedah
Paduka Sri Sultan Mahmud Shah II ibni al-Marhum Sultan Muhammad Jiwa Zainal-Abidin (... – Kota Seputih, 15 gennaio 1547) è stato sultano di Kedah dal 1506 al 1547.
Il 15 giugno 1506 fu proclamato sultano. Introdusse una moneta stabile e incoraggiò i commerci.
Si sposò ed ebbe tre figli, un maschio e due femmine.
Morì all'Istana Baginda di Kota Seputih il 15 gennaio 1547 per malattia e fu sepolto nel cimitero reale della stessa città.